# Audit
Audit (z lat. auditus, slyšení) znamená úřední přezkoumání a zhodnocení dokumentů, zejména účtů, nezávislou osobou. Účelem je zjistit, zda doklady podávají platné a spolehlivé informace o skutečnosti a obvykle také zhodnotit kvalitu vnitřní kontroly firmy. Vzhledem k rozsahu dokumentace se audit obvykle zabývá jen vzorky a jeho výsledek tedy neznamená naprostou jistotu, nýbrž jen rozumnou pravděpodobnost konečného hodnocení. Kromě finančního auditu se v poslední době zavádí i audit dopadů na životní prostředí, technický audit na kvalitu výrobků nebo bezpečnost procesů a podobně. Pro audity platí ve většině zemí státem stanovená pravidla.
Odtud auditor, kvalifikovaný člověk, který dělá profesionální audity. Výsledkem jeho práce je auditorská zpráva.

## Druhy auditů
Audit může být zaměřen na různé druhy oblasti lidské činnosti. V závislosti na tom rozeznáváme různé druhy auditu, z nichž uveďme ty nejznámější:
- Audit účetních výkazů: nazývaný také audit účetní závěrky, externí, finanční či statutární audit, prověřuje správnost závěrečných zpráv a bilancí a ověřuje kvalitu průběžné vnitřní kontroly firmy. Jeho výsledkem nemá být jen upozornění na nedostatky, ale případně také vyzvednutí „dobré praxe“ v určitých částech firmy.
- Interní (vnitřní) audit: nazývaný také interní finanční audit, má obdobné cíle jako audit účetních výkazů, je však více zaměřen na kontrolu podnikových procesů a provádí ho interní auditor.
- Audit kvality: prověřuje systém řízení kvality ve společnosti. Účelem je zjistit, zda společnost plní požadavky mezinárodní normy včetně vybudování systému dokumentace. V současnosti nejznámější příkladem auditu systému řízení kvality jsou podmínky pro získání kvalifikace podle ISO 9001.
- Ekologický audit
- Počítačový audit
- Informační audit
- Bezpečnostní audit
- Genderový audit

Dále je možné audit členit podle toho, kdo ho provádí. V tomto smyslu se rozlišuje vnitřní audit, prováděný zaměstnanci firmy, a vnější audit, prováděný externí firmou.

## Nejznámější auditorské firmy
Největší auditorské firmy tvoří tak zvanou „Velkou čtyřku“ (Big four):
- PricewaterhouseCoopers (PwC, New York)
- Ernst & Young (EY, Londýn)
- KPMG (Amstelveen, Nizozemsko)
- Deloitte (Deloitte, New York).

Každá z nich v roce 2008 zaměstnávala kolem 140 tisíc lidí po celém světě a dosahovala zisk kolem 24 miliard USD. Všechny poskytují i další poradenské a daňové služby a mají lokální zastoupení v mnoha zemích světa.
Kromě toho je velké množství středních a malých auditorských firem, které se jim snaží konkurovat, a to zejména po skandálu jedné z největších auditorských firem Arthur Andersen, která musela činnost roku 2002 ukončit.